# زنبق ریشوی آلمانی
زنبق ریشوی آلمانی (نام علمی: Iris germanica) نام یک گونه از سرده زنبق است.